# 哈伯德 (愛荷華州)
哈伯德（英語：Hubbard）是一個位於美國愛荷華州哈丁縣的城市。

## 地理
哈伯德的座標為42°18′18″N 93°18′03″W / 42.30500°N 93.30083°W，而該地的平均海拔高度為333米（即1093英尺）。

## 人口
根據2010年美國人口普查的數據，哈伯德的面積為4.77平方千米，當中陸地面積為4.77平方千米，而水域面積為0.00平方千米。當地共有人口845人，而人口密度為每平方千米177人。